# Velaines
Velaines település Franciaországban, Meuse megyében. Lakosainak száma 880 fő (2022. január 1.). Velaines Willeroncourt, Ligny-en-Barrois, Nançois-sur-Ornain, Nant-le-Grand és Tronville-en-Barrois községekkel határos.

## Népesség
A település népessége az elmúlt években az alábbi módon változott:
| Lakosok száma | 743  | 1135 | 1140 | 944  | 897  | 936  | 950  | 948  | 925  | 880  |
|               | 1968 | 1982 | 1990 | 2006 | 2013 | 2015 | 2017 | 2019 | 2020 | 2022 |